# Tatran Střešovice
Tatran Stresovice är en innebandyklubb från Tjeckien. Klubben har bland annat kommit fyra i Europacupen i innebandy (2007/2008).